# Anastassija Petrowna Dobromyslowa
Anastassija Petrowna Dobromyslowa (russisch Анастасия Петровна Добромыслова; * 26. September 1984 in Kalinin, Russische SFSR), meist Anastasia Dobromyslova geschrieben, ist eine russische Dartspielerin und Weltmeisterin mit dem Spitznamen „From Russia with Love“.

## Karriere

### Bis 2005: Erste Titel in der Jugend
Erstmals auf sich aufmerksam machte Dobromyslova mit dem Sieg beim WDF Europe Cup Youth in der Klasse der Mädchen am 11. Juli 2001. Drei Monate später gewann sie auch beim World Masters 2001 den Titel der Mädchen. 2002 konnte sie ihren WDF Europe Cup Youth verteidigen und nahm erstmals am Damenwettbewerb des WDF Europe Cups teil, wo sie das Halbfinale erreichte, welches sie gegen Francis Hoenselaar verlor. Ein Jahr später spielte sie sich beim WDF World Cup bis ins Viertelfinale.
Bei der World Darts Trophy 2004 kam Dobromyslova bis ins Finale, in dem sie erneut von Francis Hoenselaar geschlagen wurde.
2005 gewann Dobromyslova die Dutch Open. Im Finale schlug sie Claire Bywaters mit 3:1 in Sätzen. Ihre erste Teilnahme bei den World Masters in der Damenklasse endete für sie im Achtelfinale.

### 2006–2008: WM-Titel und erste Gehversuche bei der PDC
Ein Jahr später ging es für Dobromyslova beim World Masters eine Runde weiter bis ins Viertelfinale, wo sie gegen Carla Molema ausschied. Ihr Debüt bei der BDO World Darts Championship gab sie 2007, als sie nach einem 2:0-Sieg gegen Carina Ekberg im Halbfinale gegen die spätere Weltmeisterin Trina Gulliver mit 0:2 in Sätzen ausschied.
2007 meldete sich Dobromyslova erstmals für ein Turnier der Professional Darts Corporation. Am 3. Juni 2007 nahm sie an der Thialf Darts Trophy, einem Turnier der PDC Pro Tour teil. Sie verlor jedoch gleich ihr erstes Match gegen Andy Hamilton mit 0:3.
Bei der BDO World Darts Championship 2008 gewann Dobromyslova im Alter von 23 Jahren ihren ersten Weltmeistertitel. Nach Siegen über Dee Bateman und Stephanie Smee schlug sie im Finale die siebenmalige Weltmeisterin Trina Gulliver mit 2:0 in Sätzen. Sie war damit erst die zweite Weltmeisterin in der Geschichte der BDO und die erste, die Gulliver beim WM-Turnier schlagen konnte.
Einen Monat später gewann Dobromyslova erneut die Dutch Open gegen Carla Molema.
Am 11. Mai 2008 spielte sie den UK Open Amateur Qualifier, den sie nach zwei Siegen erfolgreich absolvieren und sich damit für die UK Open und damit ihr erstes PDC-Major qualifizieren konnte. Dort verlor sie ihr Erstrundenmatch knapp gegen Robert Thornton mit 5:6 in Legs.
Als BDO-Weltmeisterin qualifizierte sich Dobromyslova erstmals für den Grand Slam of Darts, konnte jedoch keines der drei Gruppenspiele gewinnen.
Beim World Masters 2008 kam Dobromyslova ins Finale, welches sie jedoch gegen Francis Hoenselaar mit 3:4 in Sätzen verlor.
Ende 2008 erhielt Dobromyslova eine Wildcard für die PDC World Darts Championship 2009, nachdem der indische Qualifikant seine Teilnahme kurzfristig zurückzog. Als zweite Frau nach Gayl King im Jahr 2000 absolvierte sie ein Spiel bei einer PDC-WM, verlor jedoch in der Vorrunde gegen Remco van Eijden mit 3:5 in Legs.

### 2009–2010: PDC-Karriere
2009 vollzog sie den Wechsel von der BDO zur PDC. Sie spielte daraufhin die Turniere der PDC Pro Tour 2009. Ihr bestes Ergebnis war dabei beim UK Open Scottish Regional Final, als sie in die Runde der letzten 32 einzog. Bei den UK Open verlor sie jedoch gegen Andy Roberts mit 2:6 in Legs.
Im November 2009 spielte sie erneut den Grand Slam of Darts. Nach einem Whitewash, den sie gegen Phil Taylor kassierte, gewann sie ihr zweites Gruppenspiel mit 5:4 gegen Vincent van der Voort. Dabei handelte es sich um den zweiten Sieg einer Frau über einem Mann vor TV-Kameras nach Deta Hedman bei den UK Open 2005. Nach einer 2:5-Niederlage gegen Mark Webster musste sie sich jedoch erneut mit dem vierten und letzten Platz in ihrer Gruppe begnügen.
Knapp zwei Wochen später verpasste sie knapp die erneute Qualifikation für die PDC-Weltmeisterschaft, als sie im Finale des Russian Qualifier mit 3:7 gegen Roman Kontschikow verlor.
Bei der PDC Pro Tour 2010 konnte sie deutlich weniger Spiele gewinnen als noch ein Jahr zuvor. Erneut war das beste Ergebnis ein Einzug in die Runde der letzten 32 beim Players Championship Wigan 2. Bei der bisher einmalig ausgetragenen PDC Women’s World Darts Championship scheiterte sie im Halbfinale an der späteren Weltmeisterin Stacy Bromberg.
Beim Russian Qualifier für die PDC World Darts Championship 2011 erreichte sie erneut das Finale, musste sich jedoch diesmal gegen Andrei Ratnikov mit 1:8 geschlagen geben. Eine Woche später durfte sie jedoch gemeinsam mit Roman Kontschikow ihr Heimatland Russland beim World Cup of Darts vertreten. In der ersten Runde schlugen sie das Duo aus Gibraltar mit 6:4, verloren jedoch das Achtelfinale gegen Schottland mit 2:6.

### 2011–2014: Zurück bei der BDO
Nach dem Ausbleiben größerer Erfolge bei der PDC wechselte Dobromyslowa wieder zurück zur BDO. Hier konnte sie schnell wieder Fuß fassen und gewann Ende März 2011 die Hal Open. Drei Monate später kürte sie sich zur Siegerin der BDO International Open und wieder einen Monat später gewann sie das England Masters. Es folgten zwei Titel beim Tops of Ghent und dem Latvia Open. Im Dezember trat sie erstmals beim Zuiderduin Masters an und wurde Zweite in ihrer Dreiergruppe.
Über den Qualifier qualifizierte sich Dobromyslova für die BDO World Darts Championship 2012, die sie nach Siegen über Julie Gore und Trina Gulliver im Finale gegen Deta Hedman gewinnen konnte und sich somit zum zweiten Mal zur BDO-Weltmeisterin küren konnte.
Es folgten Siege beim Welsh Classic, den England Open sowie den England Masters und den Antwerp Open. 2012 gewann Dobromyslova erstmals das Zuiderduin Masters im Finale gegen Aileen de Graaf.
Einen Monat später verteidigte Dobromyslova ihren WM-Titel. Im Finale der BDO World Darts Championship 2013 gewann sie mit 2:1 in Sätzen gegen Lisa Ashton. Auf der darauffolgenden BDO-Tour holte sie mit den Isle of Man Open, den England Masters und dem Tops of Ghent erneut drei Titel. Im Finale der Zuiderduin Masters kam es zur Neuauflage des Vorjahresfinals, dieses Mal verlor Dobromyslova jedoch gegen Aileen de Graaf.
Bei der BDO World Darts Championship 2014, an der erstmals 16 Spielerinnen teilnahmen, zog Dobromyslova nach zwei Siegen ins Halbfinale ein, welches sie mit 1:2 gegen Lisa Ashton verlor.

### 2014 bis 2022: Zweite PDC-WM-Teilnahme und Ausschluss von allen WDF-Turnieren
Im Jahr 2014 gewann Dobromyslova insgesamt 13 Titel, unter anderem alle drei Major-Titel (mit Ausnahme der Weltmeisterschaft) und den WDF Europe Cup. Im Finale der BDO World Trophy 2014 machte sie ihre Halbfinalniederlage bei der Weltmeisterschaft gegen Lisa Ashton wieder gut und gewann mit 9:7. Das World Masters gewann sie mit 4:1 in Sätzen gegen Fallon Sherrock und das Zuiderduin Masters mit 2:1 in Sätzen gegen Aileen de Graaf.
Bei der BDO World Darts Championship 2015 scheiterte Dobromyslova erneut im Halbfinale, dieses Mal mit 1:2 an Fallon Sherrock. Mit dem England Matchplay und den Sunparks Masters gelangen ihr zwei Titel im Jahr 2015. Beim Finder Darts Masters verlor sie im Finale, ebenfalls gegen Sherrock.
Die darauffolgende BDO World Darts Championship endete erstmals für Dobromyslova im ersten Spiel, welches sie gegen Anca Zijlstra mit 1:2 verlor.
Titel gab es im Jahr 2016 beim Top Of Waregem, dem BDO Gold Cup, dem European Darts Classic sowie den Czech Open. Außerdem gewann Dobromyslova mit dem Finder Darts Masters wieder ein Major. Bei der BDO World Darts Championship 2017 verlor sie das Halbfinale gegen Corrine Hammond mit 0:2.
Im Oktober 2017 gewann Dobromyslova den einzigen Titel des Jahres bei den Northern Ireland Open. Die BDO-WM 2018 endete mit einer Niederlage im Finale für Dobromyslova gegen Lisa Ashton.
Die Saison 2018 verlief für Dobromyslova wieder erfolgreicher. Vier Titel gelangen ihr auf der BDO-Tour, dazu kommen zwei Halbfinals bei der BDO World Trophy und den World Masters.
Am 17. November 2018 gewann Dobromyslova den neu von der PDC geschaffenen Rest of the World Ladies Qualifier gegen Silvia Dolores Keller und qualifizierte sich damit als erste Frau zum zweiten Mal für die PDC World Darts Championship. Dort verlor sie in der ersten Runde gegen Ryan Joyce mit 0:3 in Sätzen.
Bei der BDO World Darts Championship 2019 spielte sich Dobromyslova erneut ins Halbfinale, welches sie mit 1:2 gegen Lorraine Winstanley verlor.
2019 spielte Dobromyslova erstmals die PDC Qualifying School und schaffte es am Tag 4 in die Runde der letzten 32. Eine Tour Card konnte sie sich jedoch nicht erspielen.
Ihren bisher letzten Turniersieg bei der BDO erzielte Dobromyslova beim Slovak Masters am 22. Februar 2019. Die BDO World Darts Championship 2020 endete für sie im Viertelfinale gegen die spätere Weltmeisterin Mikuru Suzuki.
Im Oktober 2020 spielte Dobromyslova die erstmals ausgetragene Women’s Series und kam einmal ins Achtelfinale.
Bei ihrer zweiten Teilnahme an der PDC Qualifying School 2021 schaffte Dobromyslova es nicht, sich für die Finals Stage zu qualifizieren. Auch auf der PDC Challenge Tour daraufhin gelangen ihr kaum Siege. Bei den England Open erreichte sie daraufhin das Finale, welches sie mit 2:6 gegen Deta Hedman verlor. Auch bei den Denmark Open unterlag sie im Finale, diesmal Anca Zijlstra. Bei den Irish Open im November gewann sie dann ihren ersten Gold-Titel des Jahres. Mit 5:4 siegte sie über Deta Hedman im Finale.
Bei den Czech Open im November 2021 verlor sie im Viertelfinale gegen Laura Turner. Es ist ihr vorerst letztes Turnier bei der World Darts Federation gewesen. Der Weltverband entschied am 4. März 2022, dass aufgrund des Russischen Überfalls auf die Ukraine alle russischen Staatsangehörigen nicht mehr an den Turnieren der WDF teilnehmen dürfen, wovon auch Dobromyslowa betroffen ist. Somit durfte sie auch nicht an der WDF World Darts Championship 2022 teilnehmen.
Ende Oktober 2022 kehrte Dobromyslowa – unter neutraler Flagge – auf die PDC Women’s Series zurück. Sie zog dabei zweimal ins Viertelfinale ein.

## Weltmeisterschaftsresultate

### BDO
- 2007: Halbfinale (0:2-Niederlage gegen  Trina Gulliver)
- 2008: Gewinnerin (2:0-Sieg gegen  Trina Gulliver)
- 2012: Gewinnerin (2:1-Sieg gegen  Deta Hedman)
- 2013: Gewinnerin (2:1-Sieg gegen  Lisa Ashton)
- 2014: Halbfinale (1:2-Niederlage gegen  Lisa Ashton)
- 2015: Halbfinale (1:2-Niederlage gegen  Fallon Sherrock)
- 2016: 1. Runde (1:2-Niederlage gegen  Anca Zijlstra)
- 2017: Halbfinale (0:2-Niederlage gegen  Corrine Hammond)
- 2018: Finale (1:3-Niederlage gegen  Lisa Ashton)
- 2019: Halbfinale (1:2-Niederlage gegen  Lorraine Winstanley)
- 2020: Viertelfinale (0:2-Niederlage gegen  Mikuru Suzuki)

### PDC
- 2009: Vorrunde (3:5-Niederlage gegen  Remco van Eijden)
- 2010: Halbfinale (3:4-Niederlage gegen  Stacy Bromberg)
- 2019: 1. Runde (0:3-Niederlage gegen  Ryan Joyce)

## Titel

### WDF
- Gold-Turniere 
  - Winmau Irish Open: (1) 2021